# Raluca Șerban
Raluca Georgiana Șerban (* 17. Juni 1997 in Constanța) ist eine rumänische Tennisspielerin, die seit 2018 für Zypern spielt.

## Karriere
Șerban begann mit fünf Jahren mit dem Tennissport und bevorzugt Hartplätze. Sie spielt überwiegend ITF-Turniere. Auf der ITF Women’s World Tennis Tour gewann sie bislang 14 Titel im Einzel und 15 im Doppel.
Um die hohen finanziellen Kosten, die mit dem Aufbau einer Tenniskarriere verbunden sind, aufbringen zu können, wanderte sie im Alter von 14 Jahren mit ihren Eltern nach Zypern aus, wo sie von Yiannos Hadjigeorgiou, dem ehemaligen Trainer von Marcos Baghdatis betreut wird. Seit 2013 gehört sie der Masters Tennis Academy an.
Da Șerban 2015 bereits mehr als drei Jahre ihren ständigen Wohnsitz in Zypern hatte, durfte sie für das Land bei den XVI. Spielen der kleinen Staaten von Europa in Reykjavík antreten, wo sie gemeinsam mit Petros Chrysochos den Mixed-Wettbewerb gewann. Zwei Jahre später holte sie bei den XVII. Spielen der kleinen Staaten von Europa in San Marino Gold im Einzel und im Doppel mit Maria Siopacha sowie Silber im Mixed mit Eleftherios Neos. Zu diesem Zeitpunkt hatte sie die zyprische Staatsbürgerschaft jedoch immer noch nicht angenommen, so dass sie das Land bei anderen internationalen Wettbewerben nicht vertreten durfte.
Ab 2019 trat Șerban für Zypern im Fed-Cup an, wo sie bislang sieben ihrer acht Spiele gewann.

## Turniersiege

### Einzel
| Nr. | Datum              | Turnier                  | Kategorie   | Belag     | Finalgegnerin              | Ergebnis       |
| --- | ------------------ | ------------------------ | ----------- | --------- | -------------------------- | -------------- |
| 1.  | 19. April 2015     | Iraklio                  | ITF $10.000 | Hartplatz | Cristina Sánchez-Quintanar | 6:2, 6:3       |
| 2.  | 26. April 2015     | Iraklio                  | ITF $10.000 | Hartplatz | Anna Bondár                | 4:6, 6:4, 6:1  |
| 3.  | 17. April 2016     | Iraklio                  | ITF $10.000 | Hartplatz | Cristiana Ferrando         | 6:3, 7:64      |
| 4.  | 13. November 2016  | Iraklio                  | ITF $10.000 | Hartplatz | Gabriella Taylor           | 6:4, 7:5       |
| 5.  | 20. November 2016  | Iraklio                  | ITF $10.000 | Hartplatz | Nina Kruijer               | 3:6, 4:0 Aufg. |
| 6.  | 29. Januar 2017    | Antalya                  | ITF $15.000 | Sand      | Alena Fomina               | 6:2, 6:3       |
| 7.  | 14. Mai 2017       | Antalya                  | ITF $15.000 | Sand      | Dasha Ivanova              | 7:5, 6:2       |
| 8.  | 4. März 2018       | Iraklio                  | ITF $15.000 | Sand      | Anastasia Dețiuc           | 6:3, 5:7, 6:2  |
| 9.  | 7. Oktober 2018    | Santa Margherita di Pula | ITF $25.000 | Sand      | Anastasia Grymalska        | 7:62, 6:4      |
| 10. | 27. Oktober 2018   | Istanbul                 | ITF $25.000 | Hartplatz | Nina Stojanović            | 6:2, 7:5       |
| 11. | 26. September 2021 | Santarém                 | ITF W25     | Hartplatz | Darija Snihur              | 6:3, 6:4       |
| 12. | 17. April 2022     | Bellinzona               | ITF W60     | Sand      | Ekaterine Gorgodse         | 6:3, 6:0       |
| 13. | 22. Oktober 2022   | Sevilla                  | ITF W25     | Sand      | İpek Öz                    | 6:3, 6:0       |
| 14. | 7. April 2024      | Florianópolis            | ITF W75     | Sand      | Séléna Janicijevic         | 7:5, 6:2       |

### Doppel
| Nr. | Datum             | Turnier             | Kategorie   | Belag             | Partnerin                 | Finalgegnerinnen                                         | Ergebnis          |
| --- | ----------------- | ------------------- | ----------- | ----------------- | ------------------------- | -------------------------------------------------------- | ----------------- |
| 1.  | 3. November 2014  | Iraklio             | ITF $10.000 | Hartplatz         | Oana Georgeta Simion      | Natalija Kostić Nevena Selaković                         | 6:4, 6:2          |
| 2.  | 17. Oktober 2015  | Iraklio             | ITF $10.000 | Hartplatz         | Viktória Kužmová          | Steffi Distelmans Kelly Versteeg                         | 6:2, 6:0          |
| 3.  | 26. November 2016 | Iraklio             | ITF $10.000 | Hartplatz         | Vlada Ekshibarova         | Michaela Boev Cristiana Ferrando                         | 6:4, 7:64         |
| 4.  | 19. März 2017     | Iraklio             | ITF $15.000 | Sand              | Oana Georgeta Simion      | Charlotte Robillard-Millette Carol Zhao                  | 3:6, 7:62, [10:2] |
| 5.  | 11. Juni 2017     | Figueira da Foz     | ITF $25.000 | Hartplatz         | Ayla Aksu                 | María Fernanda Herazo Victoria Rodríguez                 | 6:4, 6:1          |
| 6.  | 2. Juli 2017      | Stuttgart           | ITF $25.000 | Sand              | Ksenija Bekker            | Laura Schaeder Anna Zaja                                 | 6:3, 5:7, [10:5]  |
| 7.  | 27. Januar 2018   | Stuttgart-Stammheim | ITF $15.000 | Hartplatz (Halle) | Laura-Ioana Andrei        | Petra Krejsová Jesika Malečková                          | 6:0, 6:77, [10:5] |
| 8.  | 10. Februar 2018  | Antalya             | ITF $15.000 | Hartplatz         | Oana Georgeta Simion      | Mana Ayukawa Nina Stadler                                | 6:2, 7:65         |
| 9.  | 3. März 2018      | Iraklio             | ITF $15.000 | Sand              | Michaela Boev             | Gabriela Ana Maria Davidescu Alexandra Maria Staiculescu | 6:1, 2:6, [10:7]  |
| 10. | 4. Mai 2018       | Balatonboglár       | ITF $25.000 | Sand              | Anna Bondár               | Ágnes Bukta Dalma Gálfi                                  | 6:1, 7:62         |
| 11. | 10. August 2018   | Koksijde            | ITF $25.000 | Sand              | Anna Bondár               | Dea Herdželaš Tereza Mihalíková                          | 6:3, 6:0          |
| 12. | 27. Juli 2019     | Prag                | ITF W60     | Sand              | Nicoleta-Cătălina Dascălu | Lucie Hradecká Johana Marková                            | 6:4, 6:4          |
| 13. | 27. Oktober 2019  | Nanning             | ITF W25     | Hartplatz         | Xenija Laskutowa          | Cao Siqi Wang Danni                                      | 6:2, 6:4          |
| 14. | 11. Februar 2023  | Mexiko-Stadt        | ITF W40     | Hartplatz         | Despina Papamichail       | Yuliana Lizarazo María Paulina Pérez García              | 3:6, 6:4, [10:4]  |
| 15. | 2. Juni 2024      | Troisdorf           | ITF W50     | Sand              | Anca Todoni               | Yana Morderger Chiara Scholl                             | 6:1, 6:3          |